# Nova Reperta
Nova Reperta (nieuwe ontdekkingen) is een prentenreeks van twintig stuks (inclusief titelpagina) gemaakt door de Bruggeling Joannes Stradanus (Jan van der Straet, 1523-1605) rond 1590 in Florence. De uitgever van de reeks is Philips Galle en Jan Collaert (zoon van Hans Collaert) wordt vaak genoemd als de prentmaker.
De prentenreeks toont de verschillende nieuwe ontdekkingen die volgens Stradanus deel uitmaken van de renaissancecultuur die de vernieuwing ten opzichte van de antieke oudheid demonstreert. De prentenreeks is volgens de hedendaagse kennis historisch niet helemaal correct.

## Nova Reperta (titelpagina)

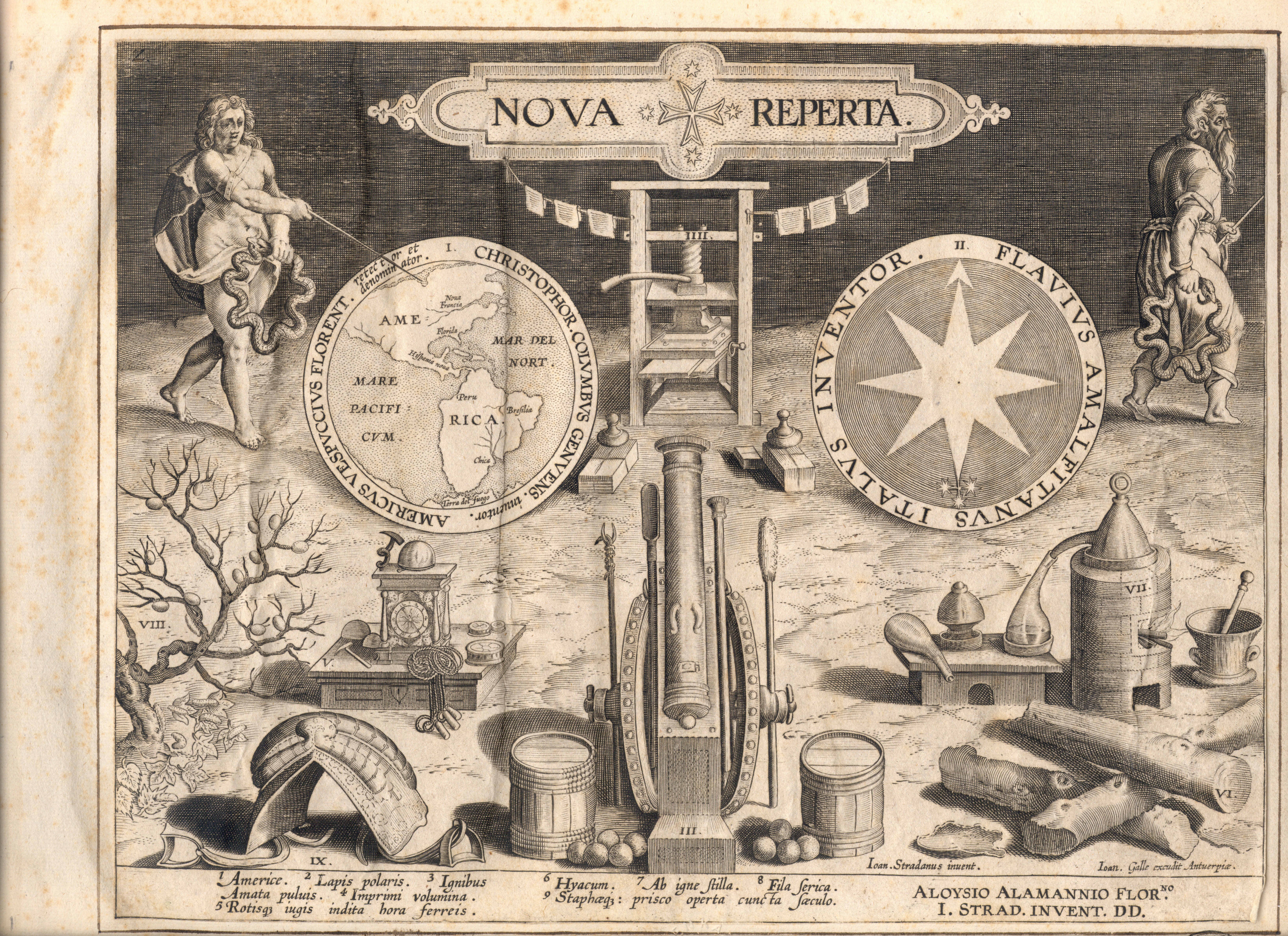
Titelpagina overzicht van alle nieuwe vondsten, Jan Collaert II, Museum Plantin-Moretus (PK.OPB.0186.001)

Rechts van de titel staat een bebaarde oudere man met een ouroboros (slang) die zijn eigen staart opeet. De ouroboros staat symbool voor het cyclische verloop van de natuur en de eenheid van alles. Dit wordt verbeeld door de oude man die de prent ‘verlaat’ en de jongeman die de prent ‘binnenkomt’.
1. De jongeman verwijst naar de ontdekking van Amerika, waarbij hij Columbus aanduidt als ontdekker en ‘Americus Vespuccius’ als naamgever.
2. In de rechtercirkel staan verwijzingen naar het kompas en het Zuiderkruis.
3. De ontdekking van het kanon en het buskruit die beiden een grote impact hebben gehad op de oorlogsvoering.
4. De uitvinding van de boekdrukpers.
5. Uitvinding van het mechanisch uurwerk (mechanisatie van de tijd)
6. Ontdekking van het pokhout (Guaiacum), een tropische, harsrijke houtsoort. Het werd gebruikt als een geneesmiddel tegen de ‘Spaanse pokken’ (syfilis). Het hout heeft zelfsmerende eigenschappen waardoor het ook gebruikt wordt voor katrollen en lagers in onder meer de scheepsbouw.
7. Uitvinding van het distillatieproces.
8. Ontdekking van het zijdedraad met een verwijzing naar de moerbeiboom met daarin cocons van de zijderups.
9. Gebruik van het zadel en de stijgbeugels.

## Amerigo Vespucci ontdekt Amerika

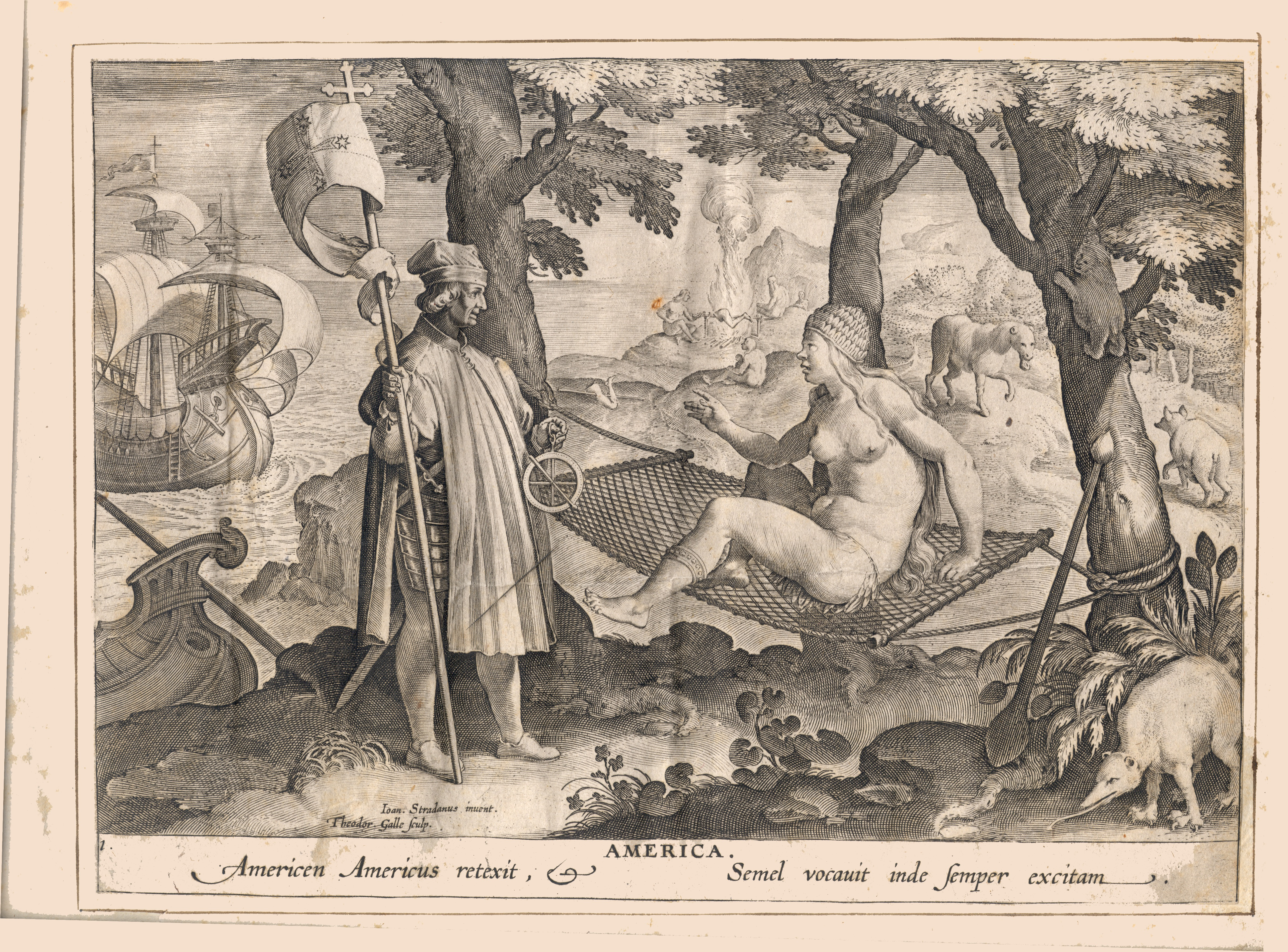
Prent 1: Ontdekking van Amerika, Theodoor Galle, Museum Plantin-Moretus (PK.OPB.0186.002)

Vespucci komt aan land met een vaandel en astrolabium in zijn handen. De naakte vrouw is de verpersoonlijking van Amerika. Een miereneter en een luiaard vergezellen haar. Op de achtergrond staan een zwijn en een paard. Daarachter zitten autochtone bewoners rondom een houtvuur waarin een menselijk onderlijf gebraden worden.

## De uitvinding van het kompas
Flavio Gioia of Biondo uit Amalfi wordt gezien als uitvinder van het kompas. In combinatie met het uurwerk en de sextant is men in staat om plaats en route te bepalen.
Op de prent staan verschillende aardbollen, kompassen, meethoeken, een passer en een zandloper die door de wetenschapper gebruikt worden.

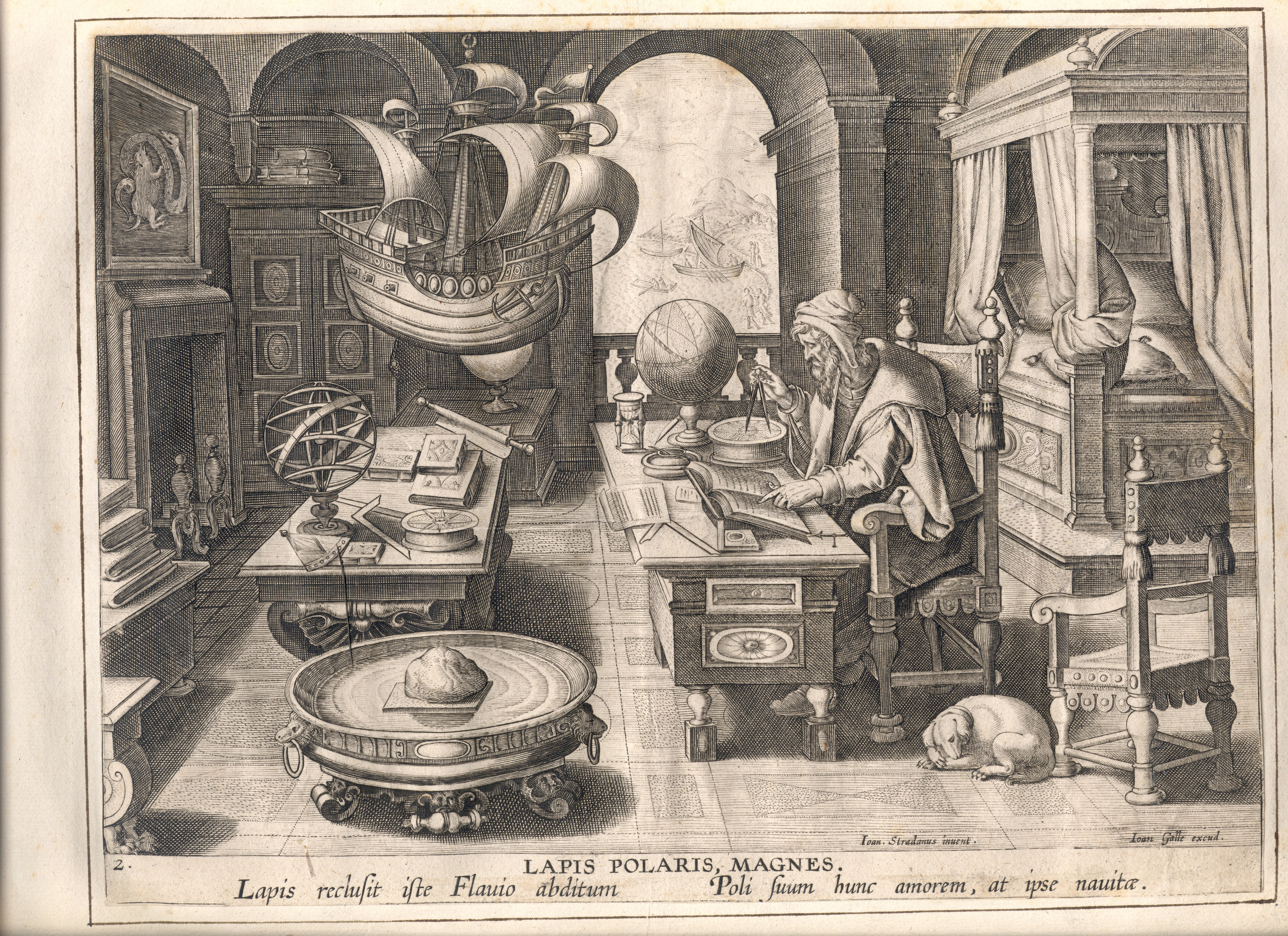
Prent 2: Uitvinding van het kompas, Jan Collaert II, Museum Plantin-Moretus (PK.OPB.0186.003)

## De uitvinding van buskruit (en kanon)

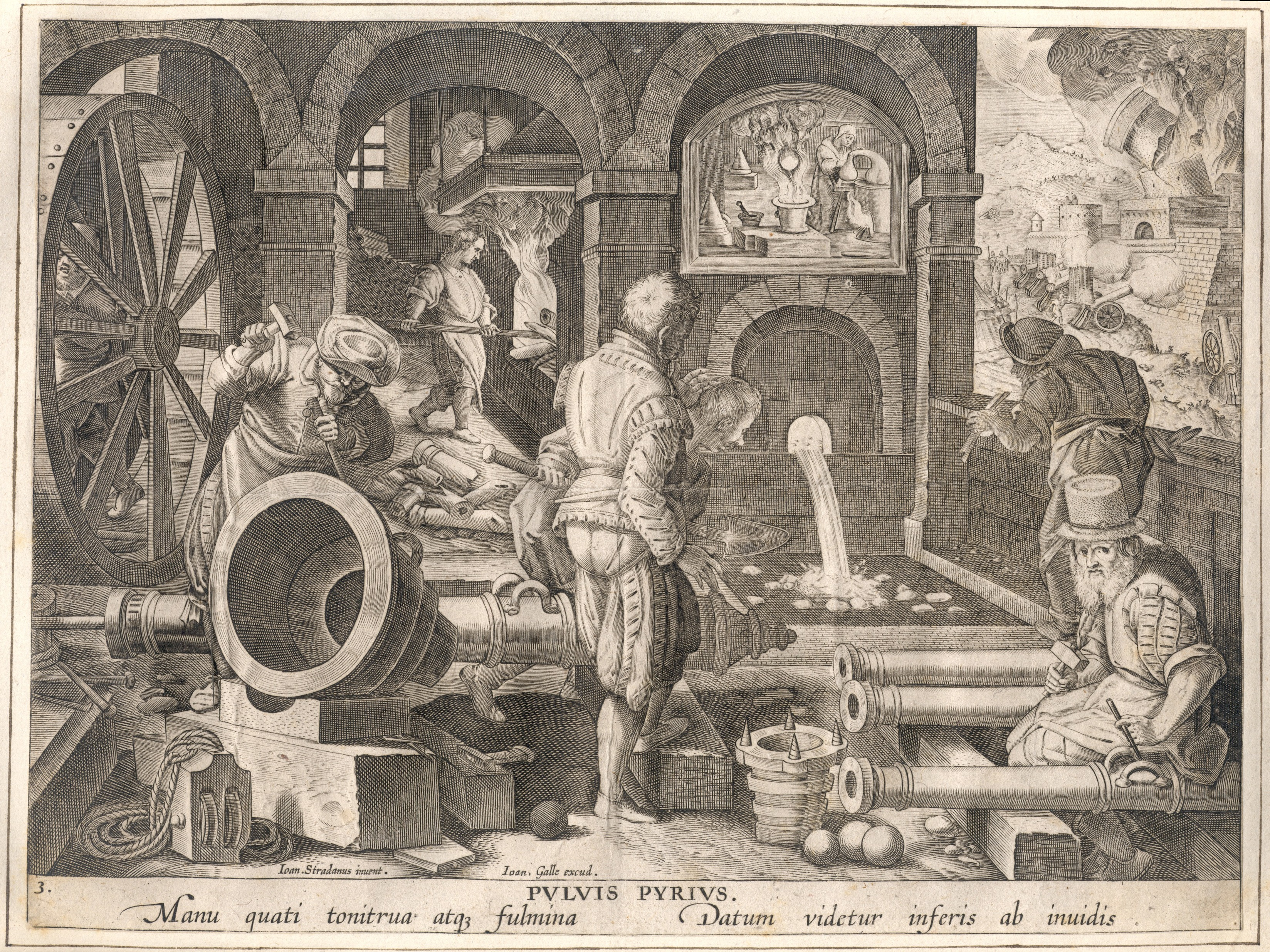
Prent 3: Uitvinding buskruit en kanon, anoniem, Museum Plantin-Moretus (PK.OPB.0186.004)

Hoewel het buskruit al door de Chinezen is ontdekt, begonnen de Europeanen het buskruit te gebruiken in functie van oorlogsvoering. Op de prent zijn aan de rechterkant de gevolgen duidelijk te zien. Aan de linkerzijde is een tredmolen te zien, daarvoor een zeer brede kanonsloop.
Op de prent staan ook de verschillende productiefases.
- productie buskruit
- smeden
- gieten
- afwerken

## Uitvinding van de boekdrukkunst

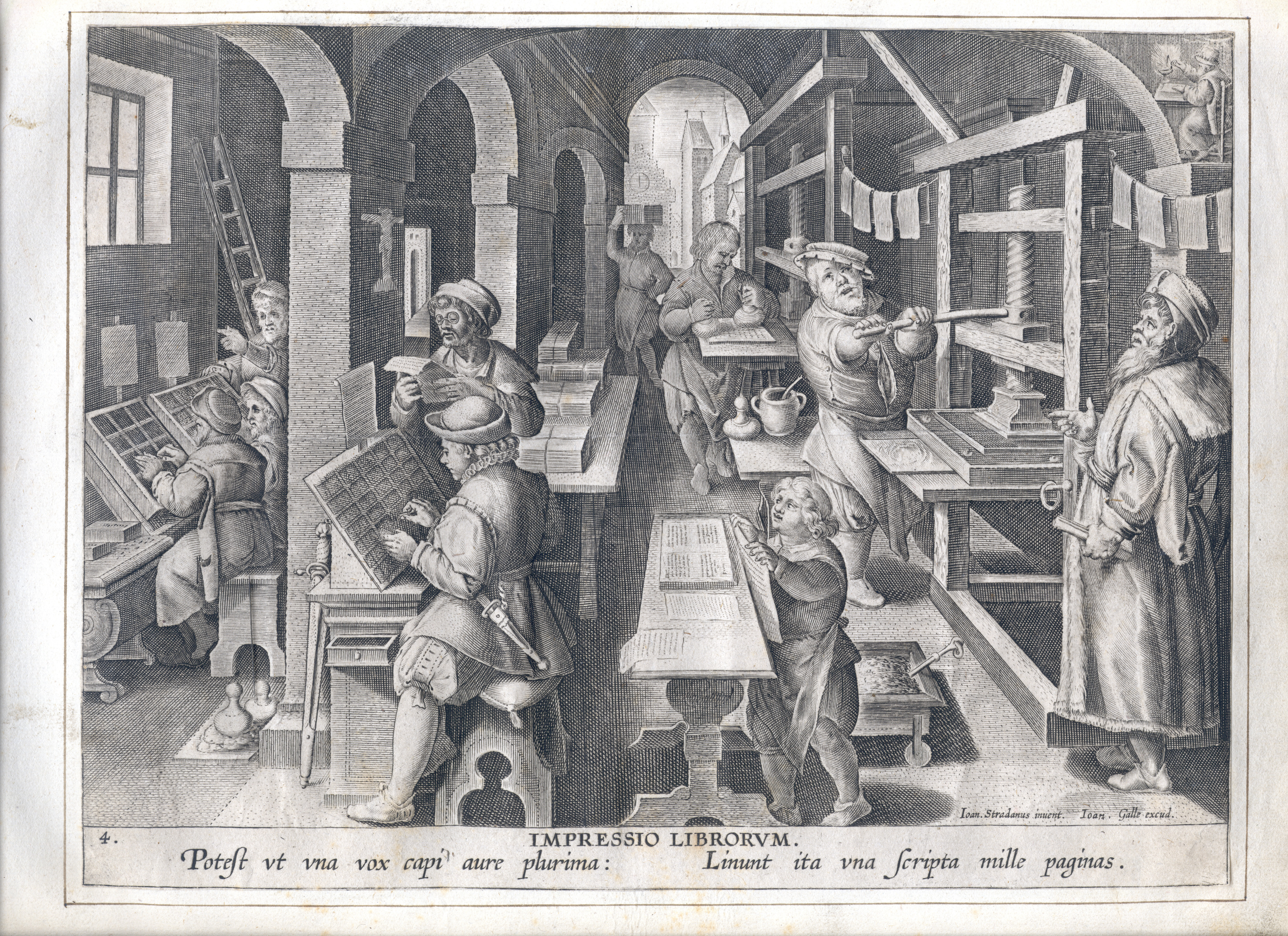
Prent 4: Uitvinding boekdrukkunst, anoniem, Museum Plantin-Moretus (PK.OPB.0186.005)

Op de prent staat het productieproces van het boekdrukken.
- aanvoer van papier
- vullen van de letterkasten
- letters zetten
- persen
- drogen
- controleren

Op deze manier wordt het mogelijk grote oplagen te drukken. In de rechterbovenhoek bevindt zich (vermoedelijk) een monnik die een enkel boek kopieert.

## De uitvinding van het mechanisch uurwerk

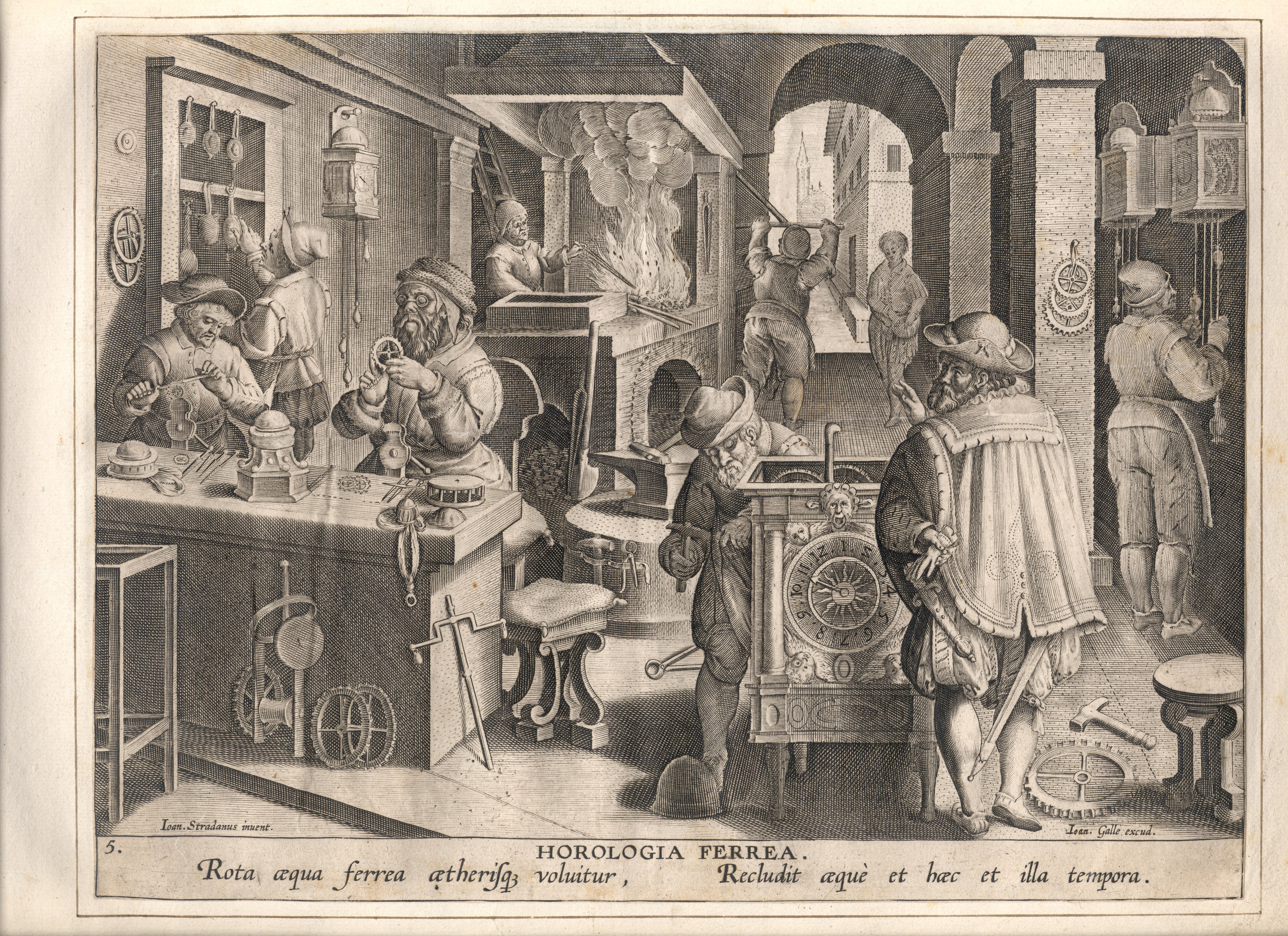
Prent 5: Uitvinding van de mechanische uurwerken, anoniem, Museum Plantin-Moretus (PK.OPB.0186.005)

De prent geeft een inkijk in een werkplaats voor de productie van mechanische uurwerken. Op de achtergrond bevindt zich het smidsvuur, daarvoor monteren ambachtslieden de verschillende exemplaren, waarbij de nodige onderdelen her en der in de werkplaats liggen. Aan de rechterzijde wordt de tijd opgewonden.
Aan de muur hangen prototypes uit de dertiende eeuw terwijl in het midden automatische exemplaren te zien zijn. De uurwerken variëren in grootte, van kleine exemplaren tot zeer grote luxueus uitgevoerde werken. De meetbare tijd als een persoonlijk bezit.

## De ontdekking van Guaiacum

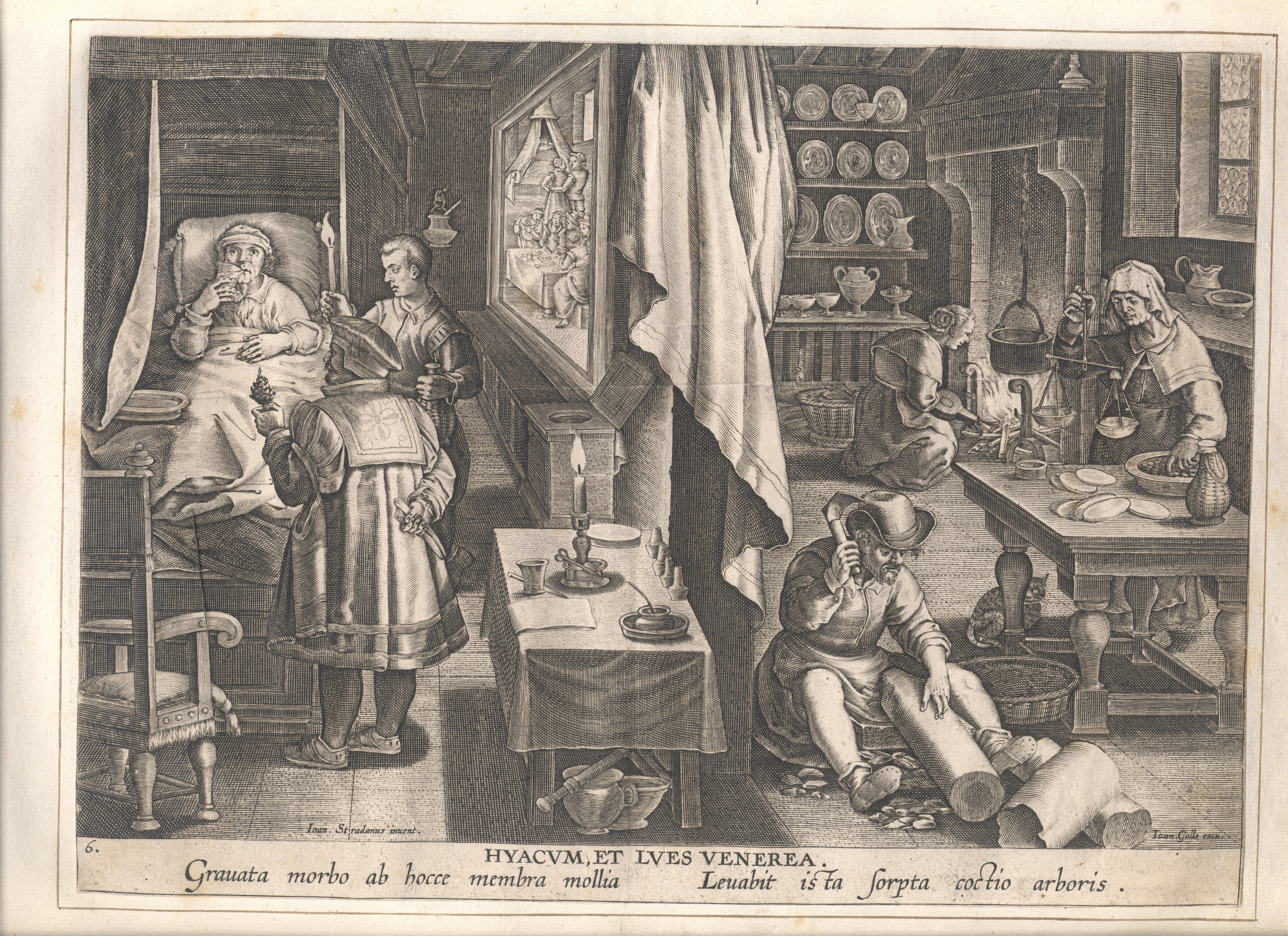
Prent 6: De ontdekking van Guaiacum als middel tegen syfilis, anoniem, Museum Plantin-Moretus (PK.OPB.0186.007)

De prent toont het maken van het medicijn.
Guaiacum of pokhout werd gebruikt tegen de Spaanse pokken oftewel syfilis, een seksueel overdraagbare aandoening die in de Nieuwe Wereld voorkwam onder de Spaanse manschappen. In Europa werd tot dan toe vooral kwik als geneesmiddel bij venerische ziekten gebruikt, maar het middel was vaak even erg als de kwaal.
Pokhout, een tropisch hardhout, is eveneens bekend om zijn zelfsmerend karakter vanwege de grote hoeveelheden hars die in het hout voorkomen. Hierdoor werd het hout vaak voor katrollen gebruikt, hetgeen in de scheepsbouw een voordeel was.

## De uitvinding van de distillatie

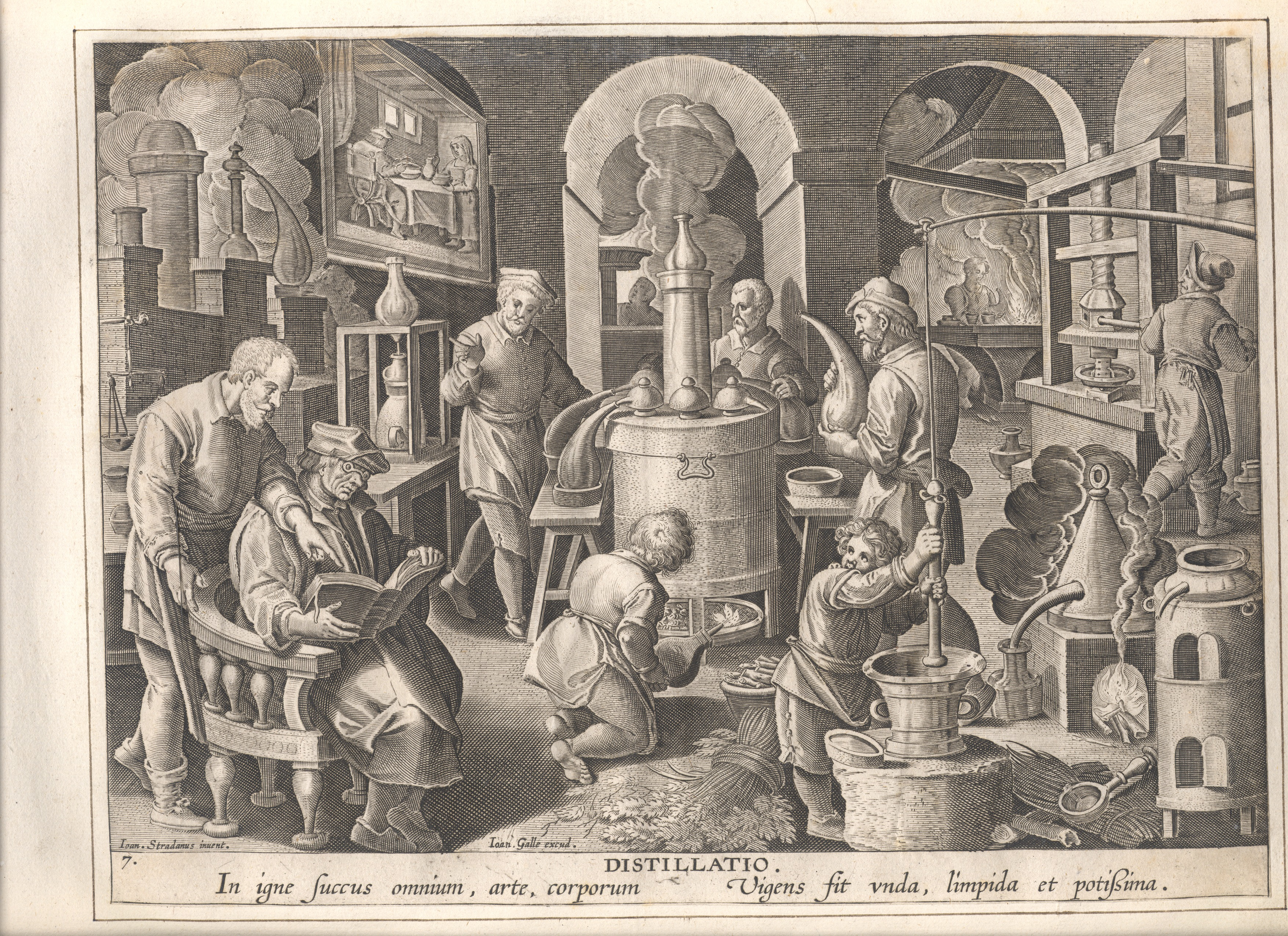
Prent 7: De uitvinding van de distillatie, anoniem, Museum Plantin-Moretus (PK.OPB.0186.008)

De prent geeft een inkijk in een laboratorium van een alchemist met verschillende distillatieapparaten. De (vloei)stoffen worden gekookt en zullen verdampen. De damp slaat neer als condens die men opvangt in verschillende kolven (afhankelijk van de verdampingstemperatuur).

## De ontdekking van de zijderups

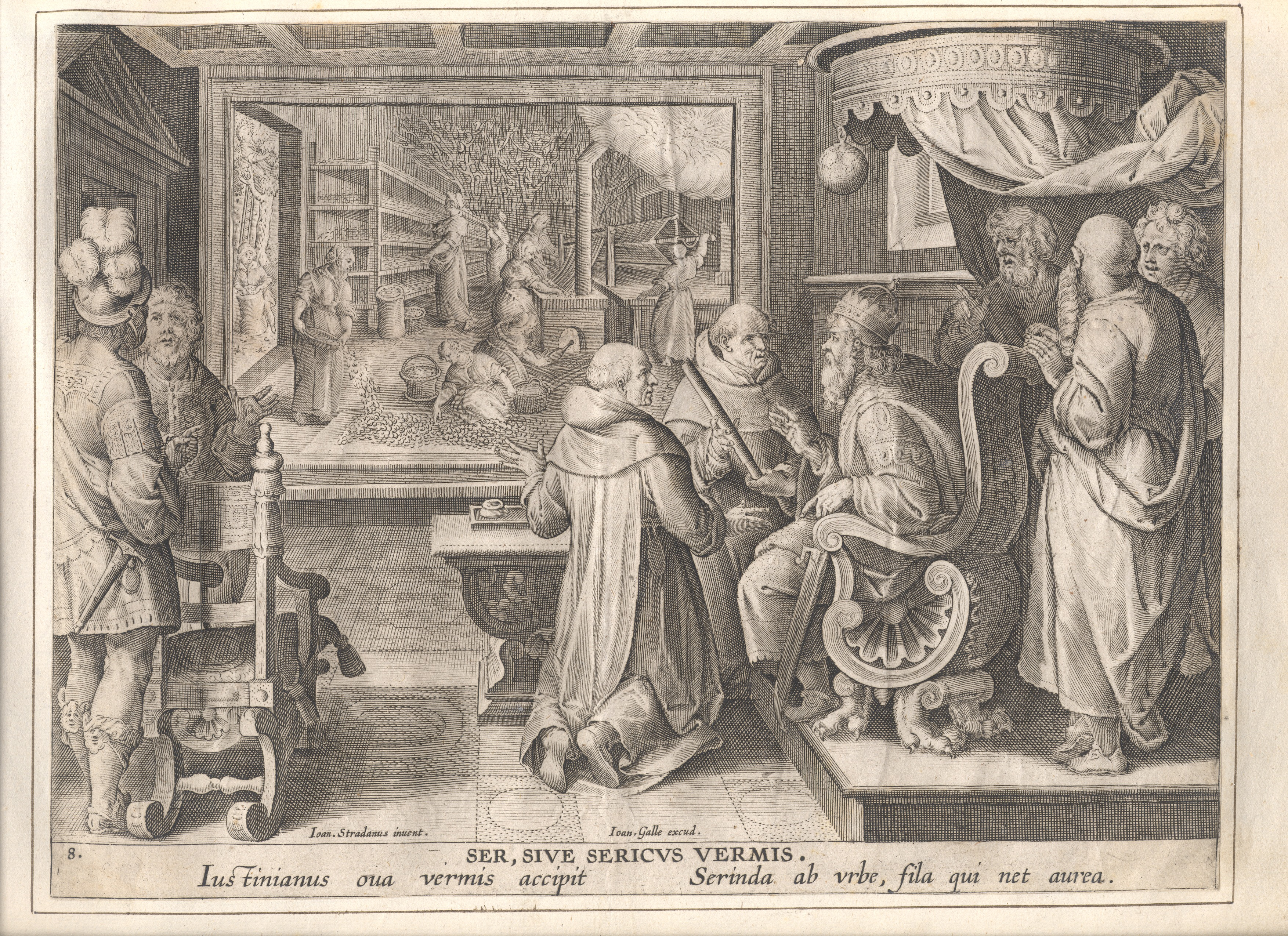
Prent 8: De kweek van de zijderups en de productie van zijde, anoniem, Museum Plantin-Moretus (PK.OPB.0186.009)

Keizer Justinianus ontvangt zijderupsen uit de Noord-Indiase stad Serinda. De Romeinen konden vanaf dan hun eigen zijde produceren.

## De uitvinding van de stijgbeugel (en zadel)

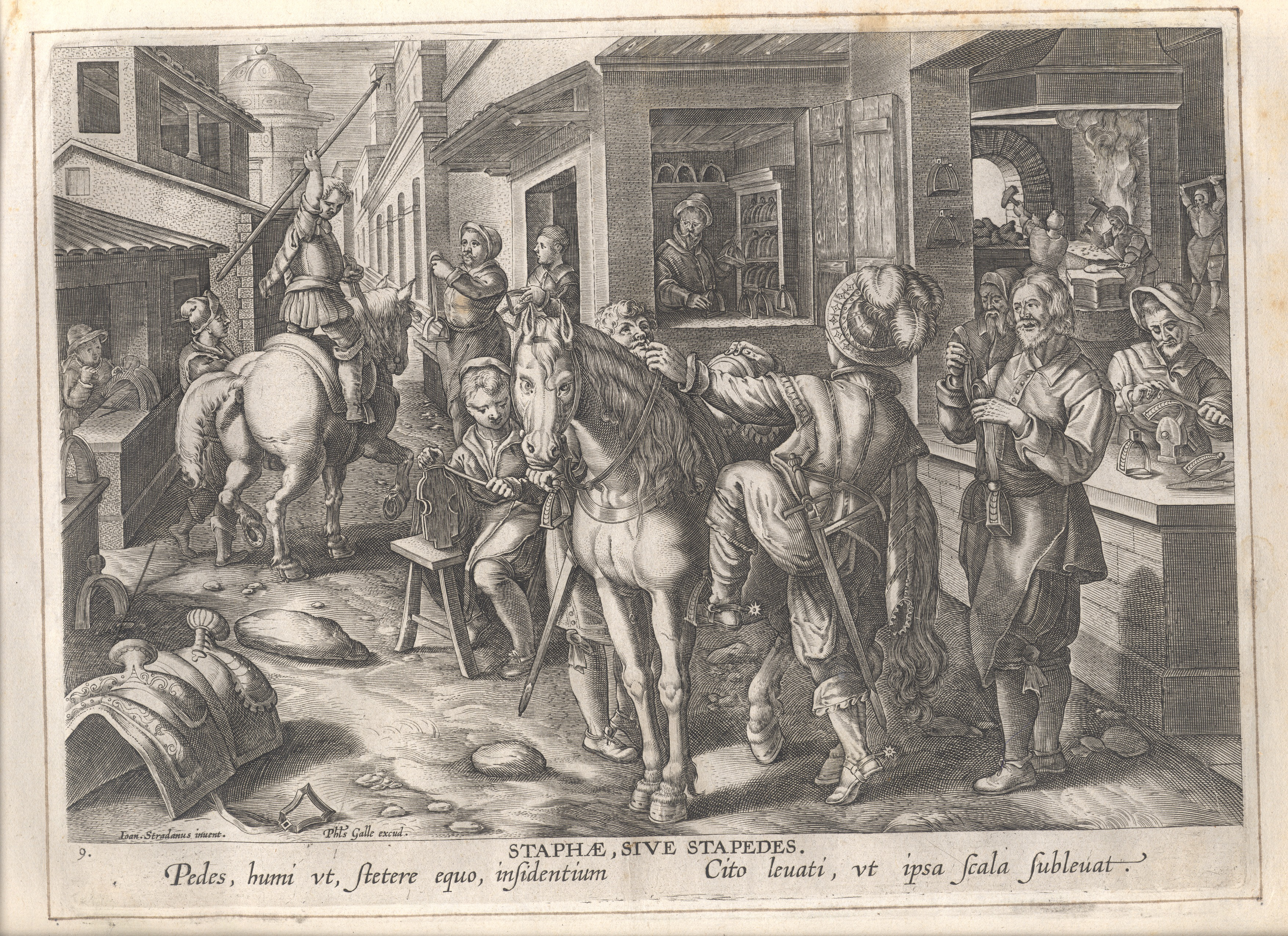
Prent 9: De uitvinding van de stijgbeugels, anoniem, Museum Plantin-Moretus (PK.OPB.0186.010)

De uitvinding van de stijgbeugel laat ruiters toe om hun evenwicht te houden tijdens het rijden en het vechten. Dit geldt ook voor het zadel, waarbij de ruiter stevig op zijn paard kan blijven zitten.

## Uitvinding van de watermolen

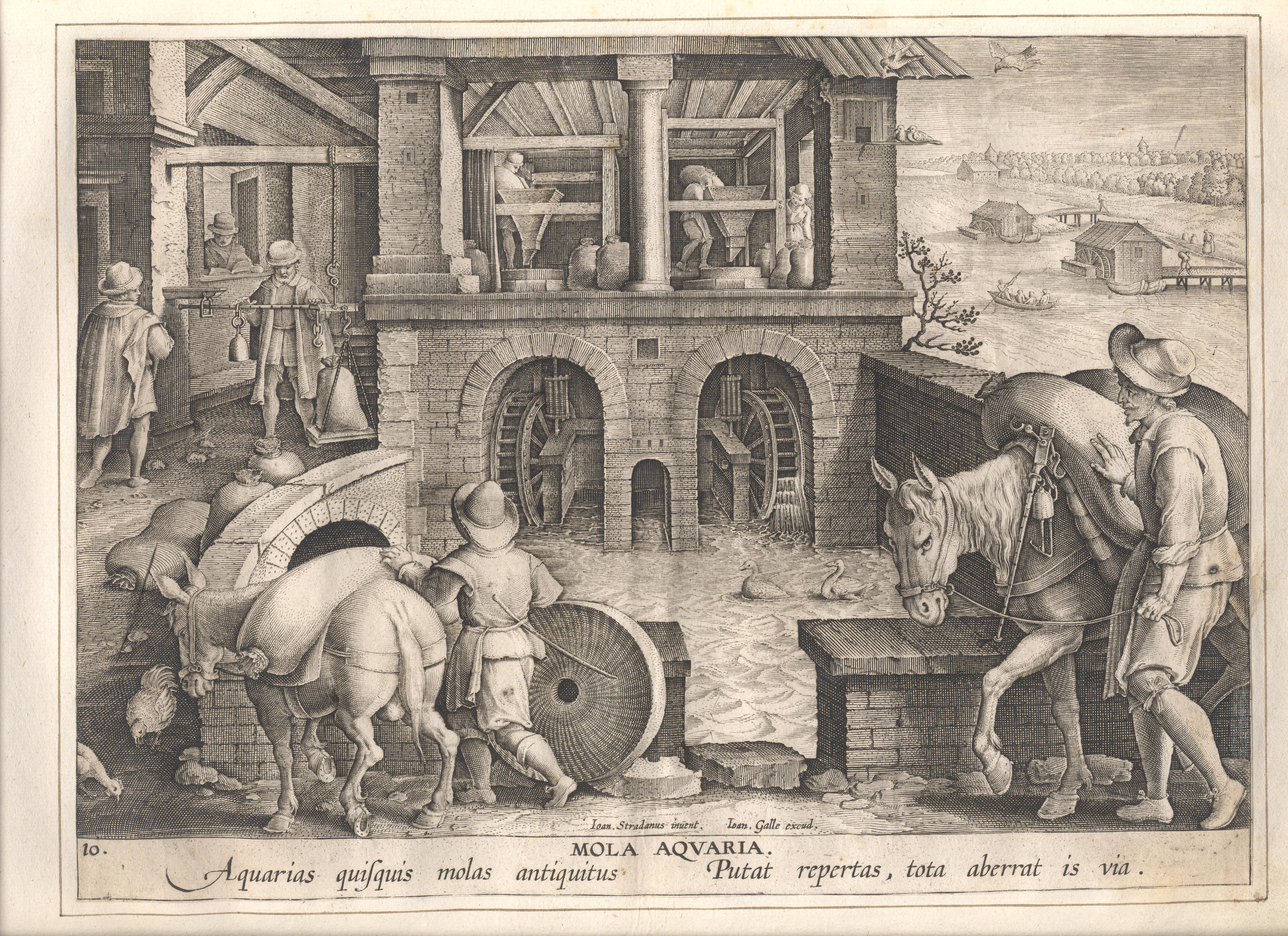
Prent 10: De uitvinding van de watermolen, anoniem, Museum Plantin-Moretus (PK OPB 0186 011)

Hoewel watermolens al in de klassieke oudheid bestaan, kent Stradanus de uitvinding ervan toe aan de wetenschappers van de renaissancetijd. Hij beeldt verschillende watermolens af. Op de voorgrond een watermolen die gebruikmaakt van niveauverschil van het water en op de achtergrond staan molens die gebruikmaken van alleen de waterstroming.

## Uitvinding van de windmolen

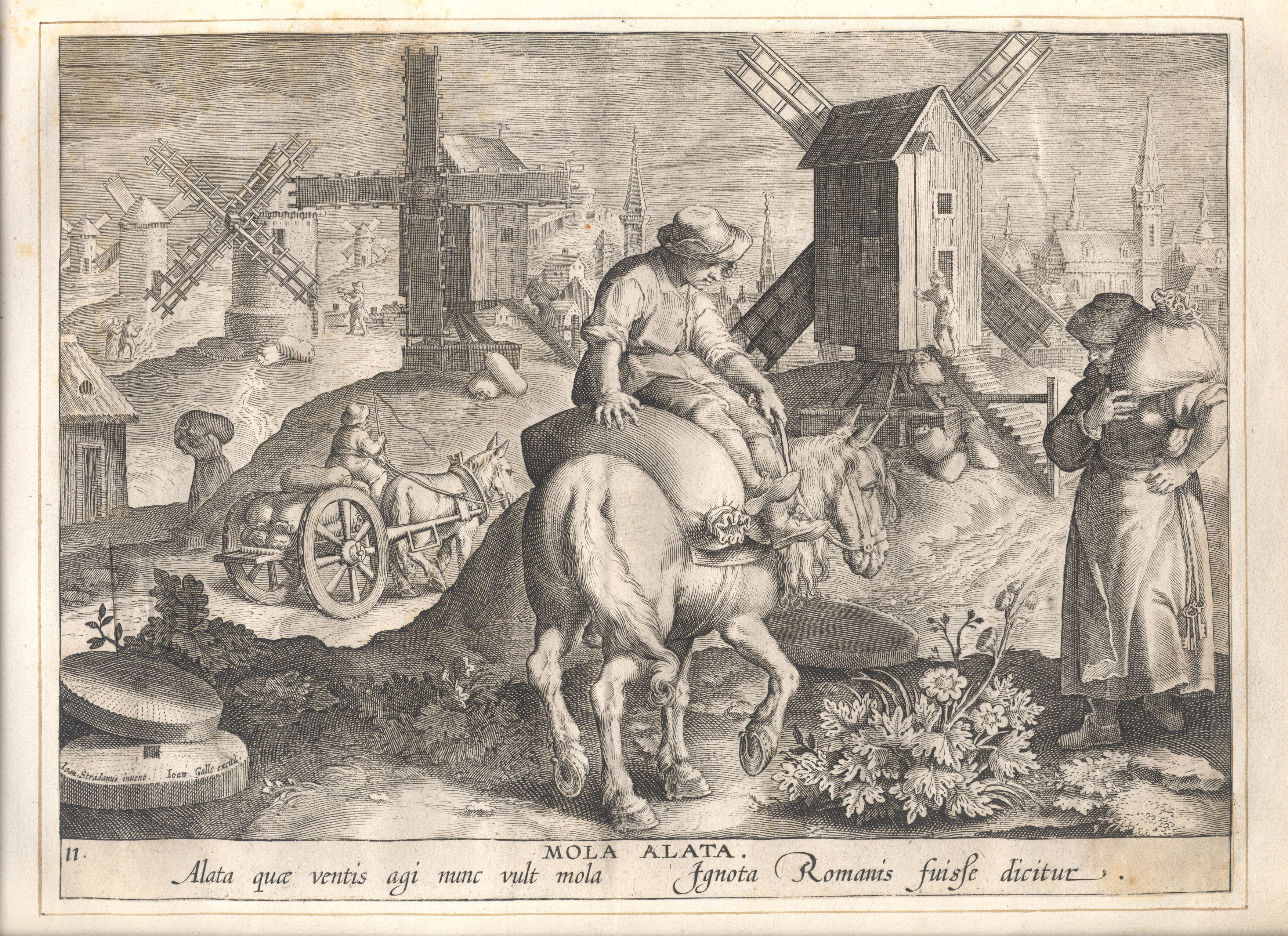
Prent 11: De uitvinding van de windmolen, anoniem, Museum Plantin-Moretus (PK.OPB.0186.012)

De prent toont een aantal vierkante houten molens en enkele middeleeuwse stenen torenmolens. Mannen en vrouwen voeren zakken af en aan. Op de voorgrond zijn enkele maalstenen te zien. De molen links van het midden staat in korte rust, te zien aan de rechte stand van de zichtbare wieken. De linkse molen staat in lange rust, te zien aan de zichtbare schuine stand. De andere molens zijn in werking en staan met de wieken naar de wind.

## De productie van olijfolie

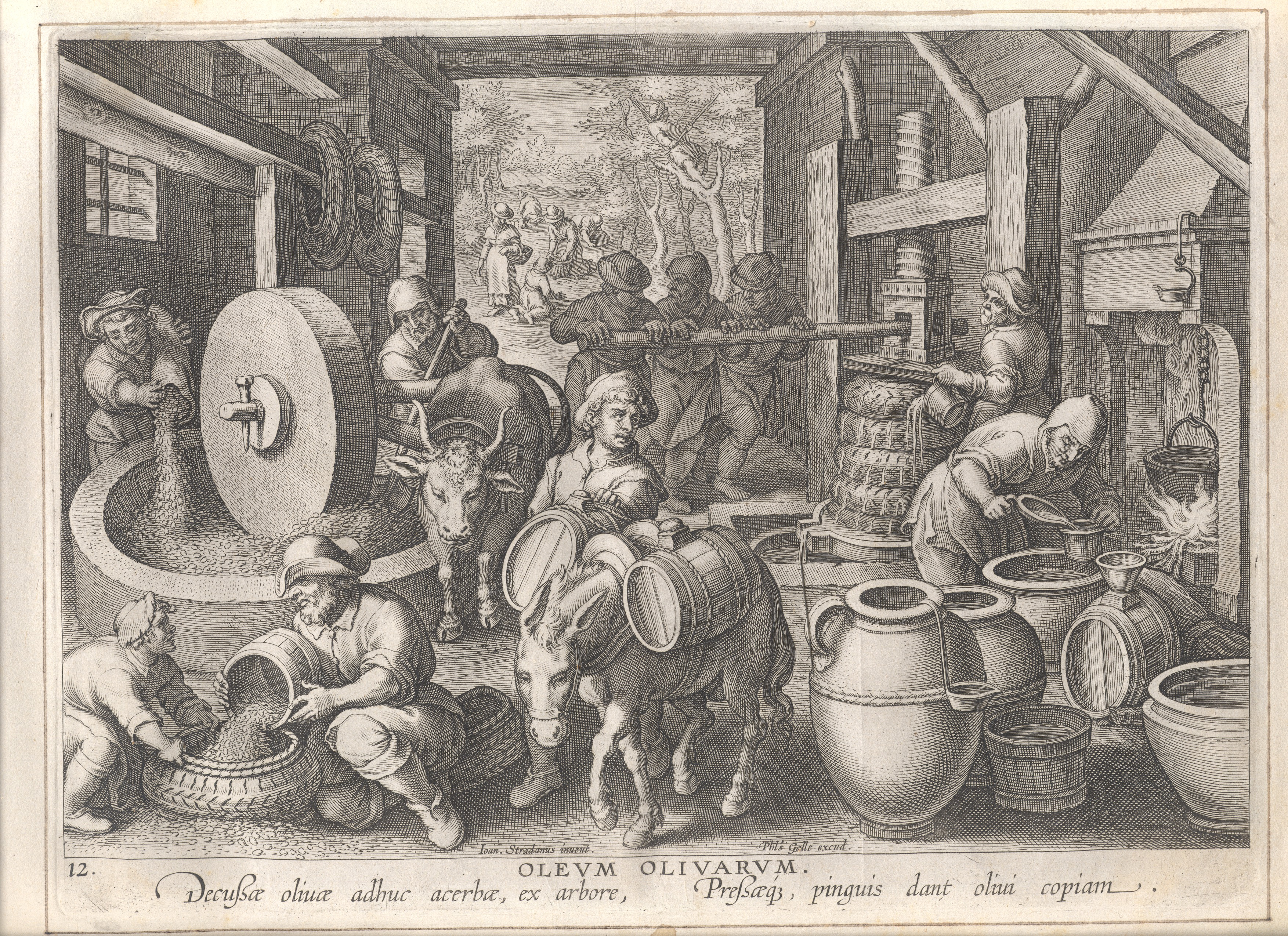
Prent 12: De uitvinding van de olijfpers, Jan Collaert II, Museum Plantin-Moretus (PK.OPB.0186.013)

Olijfolie dient als voedingsmiddel, maar ook als energieleverancier.
Op de achtergrond is het plukken zichtbaar. Links op de voorgrond zuiveren twee mannen de eerste pluk van onzuiverheden, waarna twee andere mannen de olijven pletten met behulp van een maalsteen die door een os getrokken wordt. Hieruit ontstaat een soort pasta.
Rechtsachter wordt deze pasta verder geperst zodat de laatste olie gewonnen kan worden. Door het schenken van water vergemakkelijkt het proces. De olie wordt door middel van decantatie gescheiden van water. Dit gebeurt door de man rechtsvoor.
De gevulde vaten met olijfolie worden door een ezel afgevoerd.

## Ontdekking van rietsuiker

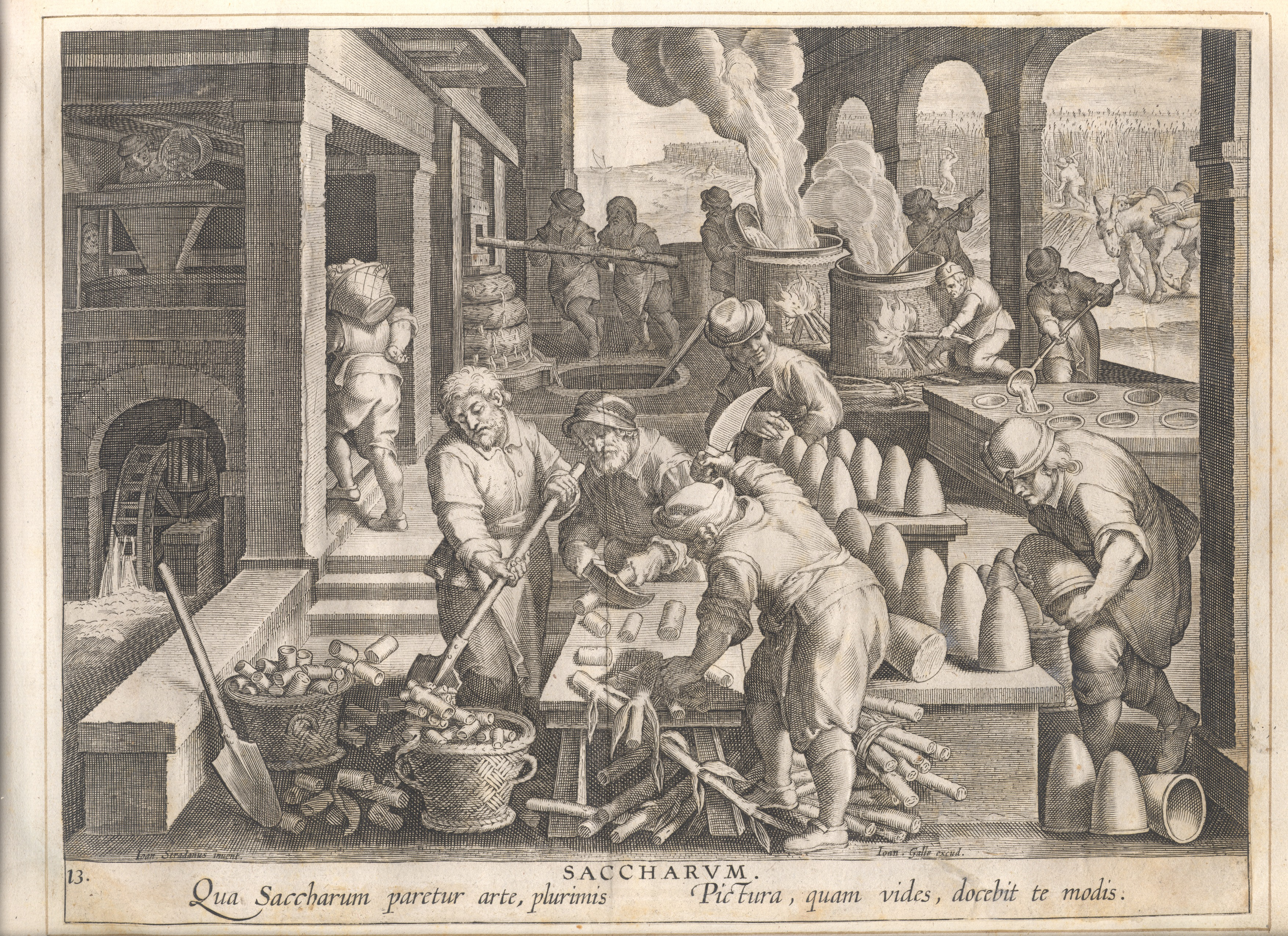
Prent 13: De uitvinding van de suikerraffinaderij, anoniem, Museum Plantin-Moretus (PK.OPB.0186.014)

De productie van rietsuiker, het ‘witte goud’.
Rechtsachter geeft de prent een blik op de oogst van rietsuiker. Vooraan versnijden de mannen de rietstengels op een tafel. Links worden de stukken vermalen tot een pasta-achtige vorm door middel van een door een watermolen aangedreven machine.
Na de vermaling kookt men de pasta en schuimt men de onzuiverheden af. De overgebleven vloeistof giet men in mallen waarna deze drogen. De vloeistof kristalliseert tot rietsuikerkorrels. Uit de mallen komt een soort suikerbrood tevoorschijn.

## Uitvinding van de olieverf
Een kijkje in het schildersatelier.

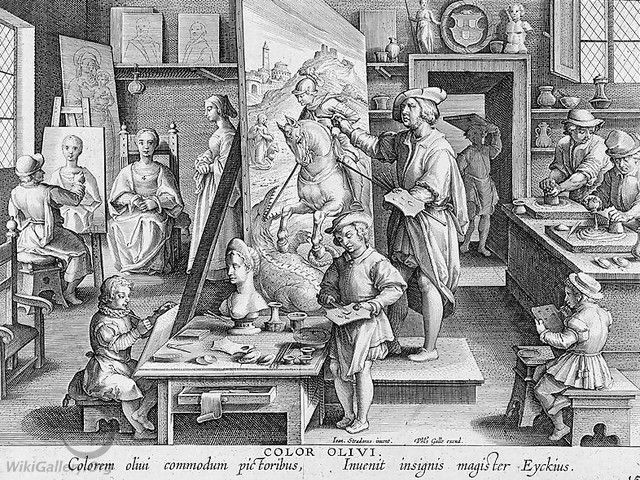
Prent 14: Uitvinding van olieverf

Stradanus ziet Jan van Eyck als de uitvinder van de olieverf, hij staat in het midden van zijn atelier. Door deze nieuwe schildertechniek waarbij pigmenten en plantaardige olie gemengd worden, kan een schilder speciale lichteffecten aanbrengen. Dit betekent een zeer herkenbare helderheid die - vooral - bij de Vlaamse Primitieven zo bekend is geworden. Een jonge schilder assisteert Van Eyck. Aan de rechterkant zijn twee heren bezig om de pigmenten te vermalen en te vermengen.
In het atelier staan de verschillende leerfases afgebeeld. Rechtsvoor zit een jongen te oefenen op het tekenen van ogen. Aan de tafel zit een jonge knaap te studeren op het tekenen van een portret met een portretbuste als voorbeeld. Links leert een jongeman zich te bekwamen in het schilderen van portretten met een levend model als voorbeeld. In het midden staat Van Eyck als een volleerd en gerespecteerd schilder.

## Uitvinding van de bril

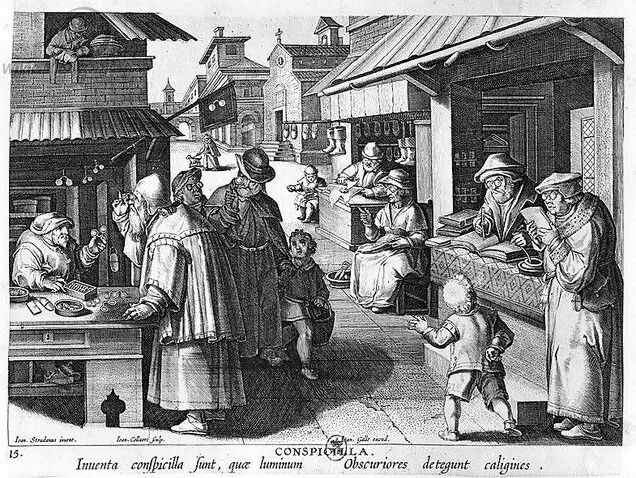
Prent 15: Uitvinding van de bril

De prent beeldt een brillenkoopman af en toont oudere mannen die een bril dragen.
Na een vertaling naar het Latijn van een Arabisch wetenschappelijk werk van Alhazen, hij wordt beschouwd als de grondlegger van de optometrie, over de gezichtskunde uit de elfde eeuw, ontwikkelt men in Italië de eerste brillen vanaf de dertiende eeuw.

## Uitvinding van het bepalen van de lengtegraad

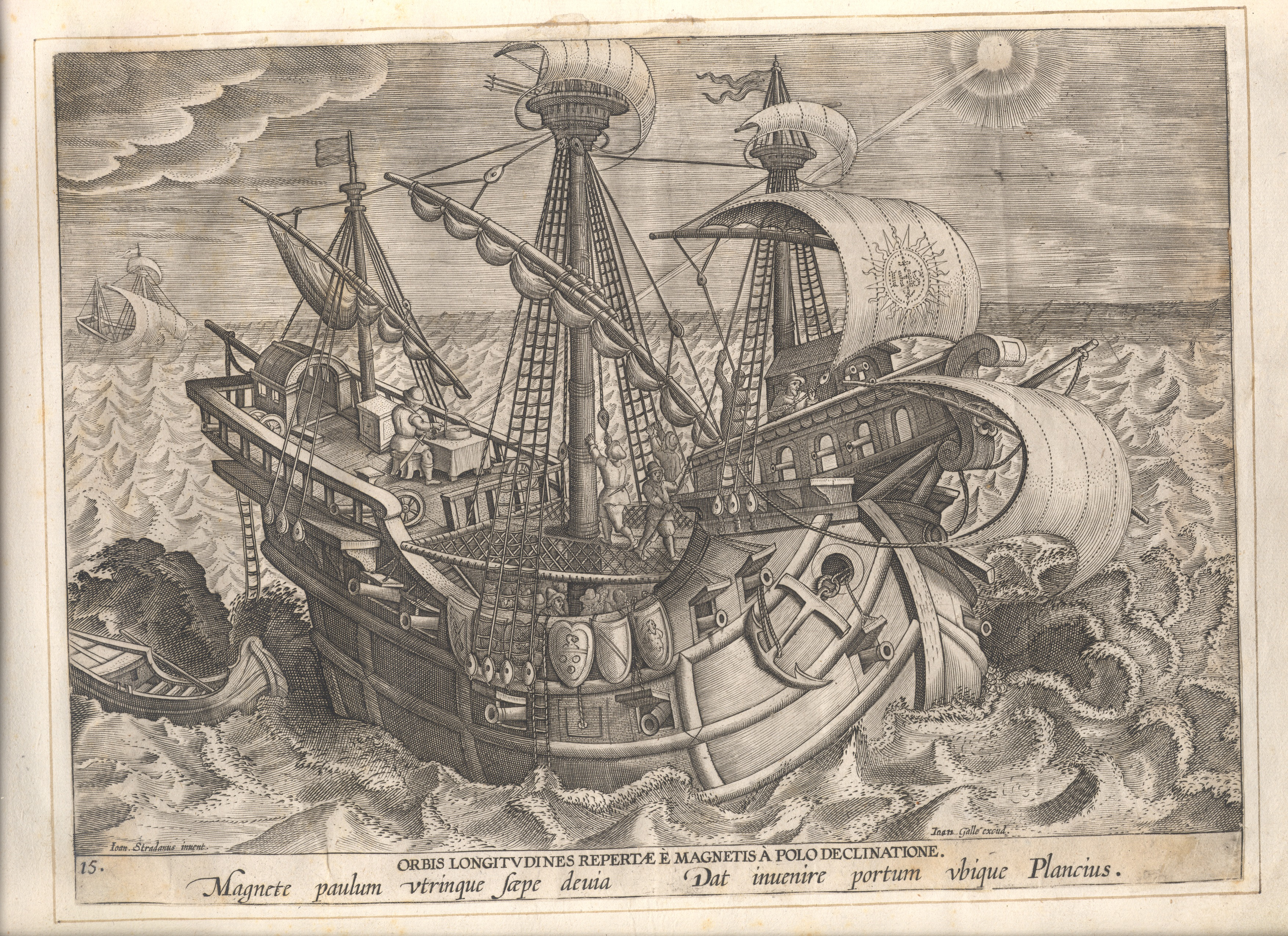
Prent 16: De ontdekking van de lengtegraden, Jan Collaert II, Museum Plantin-Moretus (PK.OPB.0186.016)

Een man op het achterdek ‘schiet’ met behulp van een kwadrant op de zon. Stradanus verwijst hiermee naar Petrus Plancius (1552-1622). Een bekend astronoom, cartograaf, geograaf en overtuigd predikant.
Met hoekmeetinstrumenten als kwadrant, zeeastrolabium, jakobsstaf of sextant kan overdag de hoogte van de zon of tijdens de nacht van de Poolster (noordelijk halfrond) worden gemeten.Deze nieuwe nautische berekeningstechniek maakt het voor zeelui mogelijk om op volle zee hun positie te berekenen vanuit dubbele netwerk van meridianen en parallellen.

## Uitvinding van polijsttechniek voor metaal

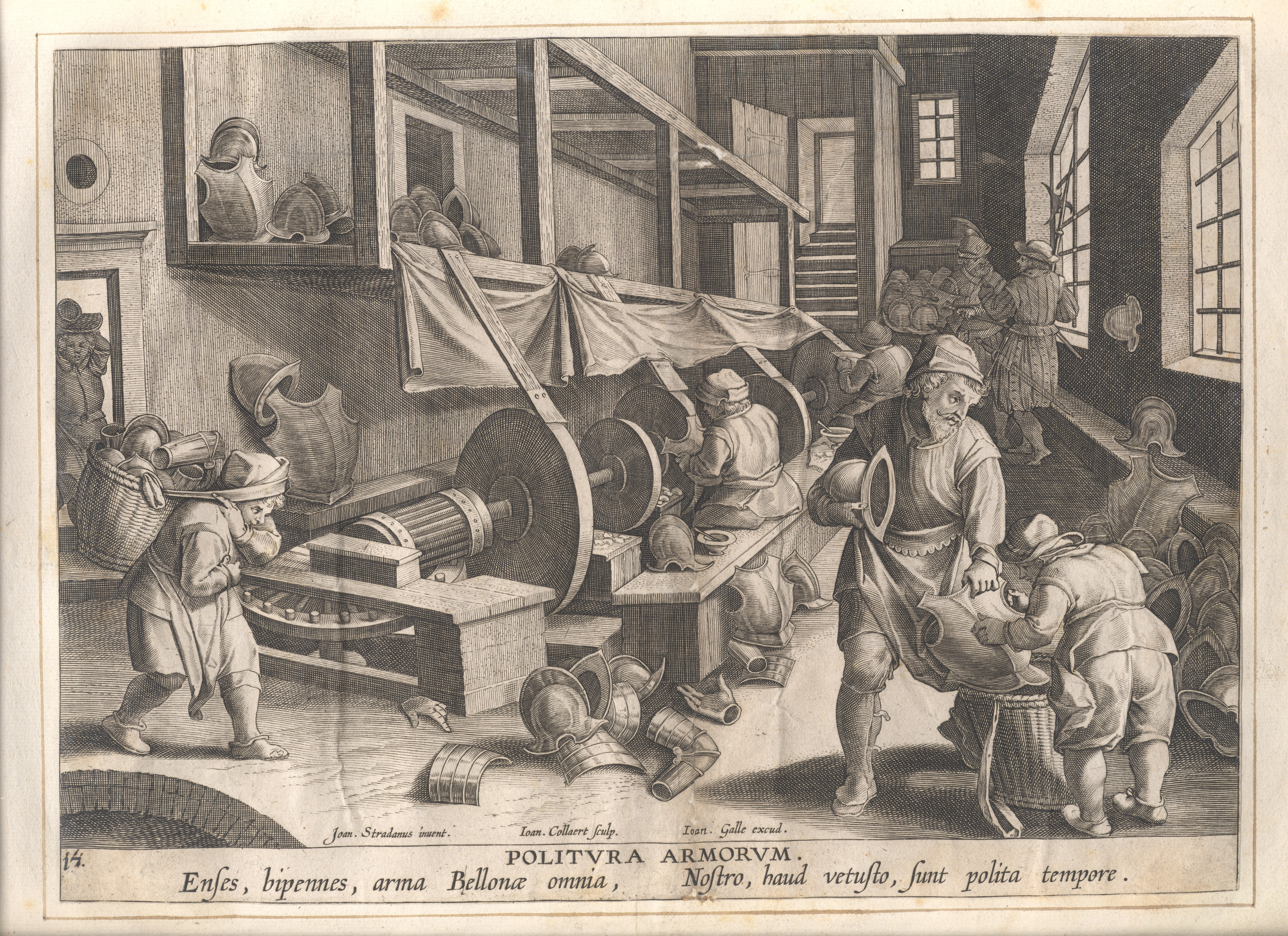
Prent 17: De uitvinding van het polijsten van wapenuitrusting, Jan Collaert II, Museum Plantin-Moretus (PK OPB 0186 015)

Op de prent staat een werkplaats waar oorlogswerktuigen onderhouden worden.
Aan de linkerzijde bevindt zich een lange machine met verschillende slijpstenen die aangedreven worden door een enkele as. De aandrijving gebeurt ondergronds. Op de prent staan vooral kurassen, helmen, beenbeschermers en handschoenen afgebeeld die in de middeleeuwen behoorden tot de standaard militaire uitrusting.

## Uitvinding van het astrolabium

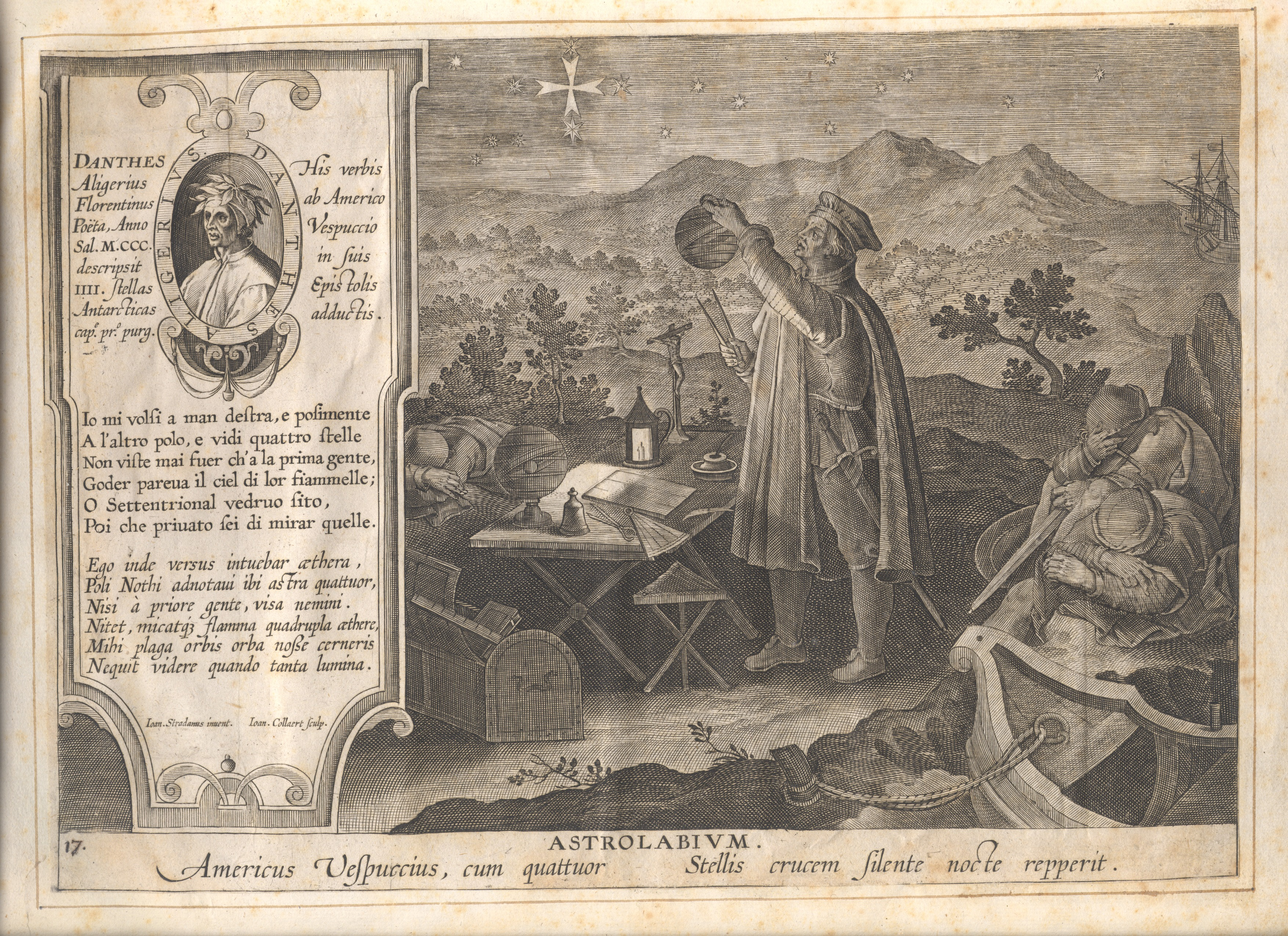
Prent 18: Het gebruik van het astrolabium door Amerigo Vespucci, Jan Collaert II, Museum Plantin-Moretus, (PK.OPB.0186.018)

De prent toont Amerigo Vespucci in een nachtelijke sfeer met een astrolabium en een stralend Zuiderkruis met vier sterren.
Op tafel liggen een kwadrant en een passer. In de verste hoek staat een kruis met Christus. De mannen rondom Vespucci slapen.
In het linker portret staat Dante Alighieri afgebeeld met een verwijzing naar de "Divina Commedia" waarin Dante de vier sterren beschrijft. Het vers uit de Purgatorio (Vagevuur of Louteringsberg) staat volledig beschreven.

## Uitvinding van de kopergravure

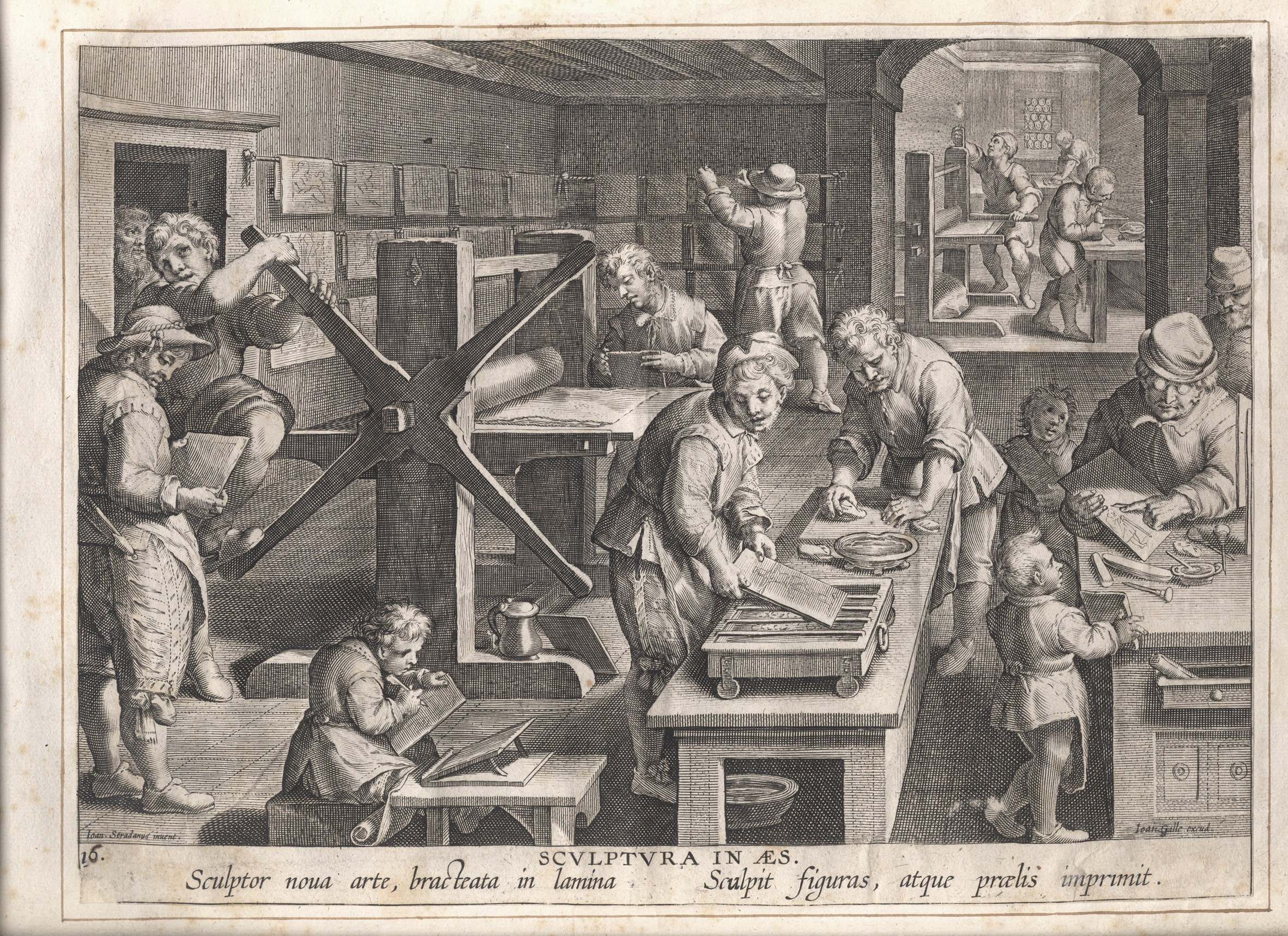
Prent 19: De uitvinding van de kopergravure, anoniem, Museum Plantin-Moretus (PK OPB 0186 017)

De prent toont een werkplaats waar kopergravures gebruikt worden om te drukken.
Rechts snijdt een man de koperen plaat uit met behulp van burijn, andere graveergereedschappen liggen klaar. In het midden prepareren twee mannen de koperen plaat. De plaat wordt verwarmd om de inkt beter te verspreiden en vervolgens wordt de inkt op de plaat aangebracht. Als laatste gebruikt men de pers om een proefdruk op papier te maken. Als de proefdruk is goedgekeurd, kan een grotere oplage worden gedrukt. Linksachter hangt het papier te drogen.
Deze manier van drukken vergemakkelijkt de verspreiding van beeldmateriaal.